# NGC 2224
NGC 2224 is een open sterrenhoop in het sterrenbeeld Tweelingen. Het hemelobject werd op 24 december 1786 ontdekt door de Duits-Britse astronoom William Herschel.